# História do hardware de computador na Iugoslávia
Regras e regulamentações rígidas de importação de tecnologia e a aparente necessidade de independência de fornecedores estrangeiros de peças de reposição moldaram e impulsionaram o desenvolvimento de computadores nacionais na República Socialista Federativa da Iugoslávia, um país socialista e não alinhado que existiu na segunda metade do século XX.

## Desenvolvimento

### Primeiros computadores
Na antiga Iugoslávia, no final de 1962, havia 30 computadores electrónicos instalados, em 1966, havia 56, e em 1968, havia 95.  Tendo recebido treinamento nos centros de computação europeus (Paris 1954 e 1955, Darmstadt 1959, Viena 1960, Cambridge 1961 e Londres 1964), engenheiros do BK. O Instituto Vinča e o Instituto Mihailo Pupin - Belgrado, liderados pelo Prof. Dr. Tihomir Aleksić, iniciaram um projeto de design do primeiro computador digital "doméstico" no final da década de 1950. Esta se tornaria uma linha da CER (Servo-croata: Cifarski Elektronski Računar / ЦЕР - Цифарски Електронски Рачунар, lit. 'Computador Eletrônico Digital'), começando com o modelo CER-10 em 1960, um computador baseado principalmente em válvulas de vácuo e relés eletrônicos. 
Em 1964, o computador CER-20 foi projetado e concluído como "máquina de contabilidade eletrônica", pois o fabricante reconheceu a crescente necessidade no mercado de contabilidade. Essa tendência de propósito específico continuou com o lançamento do CER-22 em 1967, destinado a aplicações bancárias on-line. 
Houve mais modelos de CER, como CER-11, CER-12 e CER-200, mas atualmente há pouca informação disponível sobre eles. 
No final da década de 1970, "Ei-Niš Računarski Centar" de Niš, Sérvia, começou a montar computadores mainframe H6000 sob licença da Honeywell, principalmente para negócios bancários. O computador inicialmente fez um grande sucesso, o que mais tarde levou à produção local limitada de peças. Além disso, a empresa produziu modelos como H6 e H66 e permaneceu ativa até o início dos anos 2000 com o nome "Bull HN". Os modelos H6 foram instalados em empresas (por exemplo, telecomunicações) para aplicativos de negócios e executavam o sistema operacional GCOS. Eles também eram usados na educação. Por exemplo, um dos Honeywell H6 construídos foi instalado na escola local de engenharia eletrônica e comércio "Nikola Tesla" em Niš e foi usado para fins educacionais e de treinamento até o final dos anos 80 e o surgimento dos computadores pessoais. 

### Importações
Por fim, o governo socialista da RSFI permitiu que computadores estrangeiros fossem importados sob condições rigorosas. Isso levou ao crescente domínio de mainframes estrangeiros e a uma redução contínua da participação relativa de mercado de produtos nacionais. 
Apesar disso, como o interesse pela tecnologia de computadores cresceu em geral, os sistemas construídos pelo Instituto Mihailo Pupin (primeiro linhas CER, depois TIM) e Iskra Delta (por exemplo, modelo 800, derivado do PDP-11 / 34) continuaram a evoluir durante a década de 1970 e até mesmo na década de 1980. 

### Início da década de 1980: era do computador doméstico
Muitas empresas tentaram produzir microcomputadores semelhantes aos computadores domésticos da década de 1980, como o Lola 8 do Instituto Ivo Lola Ribar, o TIM-001 do Instituto M.Pupin, os Pecom 32 e 64 da EI,  o Galeb (computador) e Orao da PEL Varaždin, o Ivel Ultra e o Ivel Z3, etc. O Instituto Jožef Stefan em Ljubljana fez o primeiro microcomputador de 16 bits PMP-11 sob a liderança de Marijan Miletić, ex-diretor técnico do Iskra-Delta em 1984. Possuía CPU DEC T-11 de 8 MHz, máximo de 64 kB de RAM, disco rígido de 10 MB, disquete de 8" e duas portas RS-232 para terminal de vídeo VT-100 e COM. Branko Jevtić modificou o sistema operacional RT-11, tornando disponíveis diversas aplicações DEC-11. Cerca de 50 máquinas foram fabricadas antes que o IBM AT se tornasse amplamente disponível. Muitos fatores fizeram com que elas fracassassem ou sequer tentassem entrar no mercado de computadores domésticos: 
- Eles eram proibitivamente caros para indivíduos (especialmente quando comparados aos populares estrangeiros ZX Spectrum, Commodore 64, etc.);
- A falta de entretenimento e outros softwares significava que eles não eram atraentes para a maioria dos entusiastas de computadores contemporâneos;
- Eles não estavam disponíveis nas lojas.

O resultado final foi que computadores nacionais foram usados predominantemente em instituições governamentais que eram proibidas de comprar equipamentos importados. Os computadores que poderiam ter sido conectados a mainframes existentes e usados como terminais tiveram mais sucesso em ambientes empresariais, enquanto outros foram usados como ferramentas educacionais em escolas. Considerando que todas as empresas médias e grandes do país eram estatais, essa ainda era uma parte significativa do mercado doméstico, o que explica tanto o sucesso relativo e não natural dos computadores empresariais nacionais quanto o motivo pelo qual o IBM PC/AT e seus compatíveis tiveram um baixo influxo no mercado empresarial local. 
Entretanto, enquanto o governo tentava proliferar computadores domésticos introduzindo limitações de custo e tamanho de memória para importações, muitas pessoas os importavam ilegalmente ou dividindo um único computador em partes que se enquadravam separadamente nas restrições prescritas. A falta de legislação adequada e essa atividade de mercado cinza só contribuíram para o fim da produção nacional de computadores domésticos. Em meados da década, o mercado de computadores domésticos, assim como no resto da Europa, era dominado pelo Commodore 64 e pelo ZX Spectrum, que ficou em segundo lugar. 
Um modelo de microcomputador doméstico conseguiu se destacar: Galaksija. Criados por Voja Antonić, todos os diagramas e instruções do tipo "faça você mesmo" foram publicados na edição especial da revista científica popular "Galaksija", chamada Računari u vašoj kući (Computadores em sua casa), em janeiro de 1984. Embora inicialmente indisponível para compra em formato montado, mais de 1.000 entusiastas construíram o microcomputador para jogos. Muitos foram posteriormente produzidos para uso em algumas escolas.
Os computadores domésticos eram muito populares na Iugoslávia - tanto que o software (gravado em fita cassete compacta) era transmitido por estações de rádio (por exemplo, Ventilator 202, Radio Študent Ljubljana etc.). Devido à falta de regulamentação, a violação de direitos autorais de software era comum e cópias sem licença para venda eram anunciadas gratuitamente em revistas de informática populares da época, como Računari, Svet kompjutera, Moj Mikro e Revija za mikroračunala. Essa distribuição fez com que praticamente todos os proprietários de computadores domésticos tivessem acesso a centenas, se não milhares, de títulos de software comercial. Isso mais tarde causaria benefícios e desvantagens para a economia. Vários estudantes desenvolvedores se tornaram especialistas em computadores desde que ferramentas de desenvolvimento baratas e não autorizadas eram comuns. No entanto, eles ainda se encontravam competindo com esses warez internamente, após tentarem encontrar um mercado para suas habilidades. 

### Final da década de 1980: era do PC
A segunda metade da década de 1980 viu o aumento da popularidade do IBM AT compatível entre usuários corporativos e um movimento lento em direção aos computadores de 16 bits, como Amiga e Atari ST, no mercado entusiasta, enquanto a computação doméstica convencional ainda era amplamente dominada pelo onipresente C-64. Os fabricantes nacionais de hardware de computador produziram vários IBM AT compatíveis, como microcomputadores TIM e Lira, e a primeira estação de trabalho Unix doméstica (em uma das configurações, o Triglav da Iskra Delta foi enviado com o Xenix da Microsoft), mas seu sucesso foi novamente limitado a empresas controladas pelo governo que eram obrigadas a comprar apenas tecnologia nacional ou importada legalmente. 

## Linha do tempo
1959
- Branko Souček liderou uma equipe de 1955 a 1959 para criar o computador digital "analisador de 256 canais"no Instituto Ruđer Bošković[7]

1960
- O Instituto Mihajlo Pupin lança o primeiro computador digital na RSFI - CER-10.

1964
- O Instituto Mihajlo Pupin lança CER-20 - modelo de "máquina de escrituração eletrônica".

1966
- O Instituto Mihajlo Pupin lança uma série de minicomputadores CER-200.

1967
- O Instituto Mihajlo Pupin lança CER-22 - "computador digital para aplicações bancárias on-line".

1971
- O Instituto Mihajlo Pupin lança o sistema computacional híbrido HRS-100 para a AN.USSR, Moscou.
- O Instituto Mihajlo Pupin lança o sistema computacional CER-12 para processamento de dados empresariais em ERCs.
- O Instituto Mihajlo Pupin lança o CER-203.

1979
- Iskradata lança Iskradata 1680.

1980
- O Instituto Ivo Lola Ribar lança controlador lógico programável industrial PA512.

1983
- O Instituto Mihajlo Pupin lança "sistema computacional para geração de imagens em tempo real" e um modelo TIM-001.
- Iskra Delta lança computador baseado em Iskra Delta Partner Z80A.
- Novas instruções completas do tipo "faça você mesmo" para o computador Galaksija (Galáxia) são publicadas na revista Računari u vašoj kući.

1984
- Iskra Delta lança o computador Iskra Delta 800 derivado do Digital PDP-11/34
- Instituto Jozef Stefan lança microcomputador PMP-11 de 16 bits compatível com o sistema operacional DEC RT-11
- PEL Varaždin lança o computador Galeb (Gaivota) que será posteriormente substituído pelo Orao

1985
- A Iskra Delta lança o computador Triglav, que utiliza três unidades de processamento diferentes (DEC J11, Intel 80286 e Motorola 68010).
- O Instituto Mihajlo Pupin lança a série TIM-100 de "Computadores de correio com microprocessador"..
- O Instituto Mihajlo Pupin lança um microcomputador de desenvolvimento de aplicações, modelo TIM-001.
- A PEL Varaždin lança o computador Orao (Águia) para uso em escolas.
- O Galaksija Plus (versão aprimorada do Galaksija)  é lançado.
- A Elektronska Industrija Niš lança o Pecom 32 e o Pecom 64, também para uso em algumas escolas.
- O Instituto Ivo Lola Ribar anunciou o lançamento oficial do Lola 8 para uma exposição em 1985.

1986
- O Instituto Ivo Lola Ribar lança controlador lógico programável industrial LPA512.
- Energoinvest IRIS (em servo-croata: Institut za računarske i informacione sisteme) lança o IRIS PC-16.[8]

1988
- O Instituto Mihajlo Pupin lança sistemas de microcomputador de 32 bits TIM-600.
- O Instituto Mihajlo Pupin lança o microcomputador TIM-011 baseado em HD64180 integrado com monitor monocromático verde, para uso em muitas escolas secundárias da Sérvia.